# Paul Côté
Paul Thomas Côté (Vancouver, 28 de enero de 1944-Vancouver, 19 de julio de 2013) fue un deportista canadiense que compitió en vela en la clase Soling. Participó en los Juegos Olímpicos de Múnich 1972, obteniendo una medalla de bronce en la clase Soling.

## Palmarés internacional
| Juegos Olímpicos | Juegos Olímpicos | Juegos Olímpicos  | Juegos Olímpicos |
| Año              | Lugar            | Medalla           | Clase            |
| ---------------- | ---------------- | ----------------- | ---------------- |
| 1972             | Múnich (RFA)     | Medalla de bronce | Soling           |